# 台湾高速鉄路公司

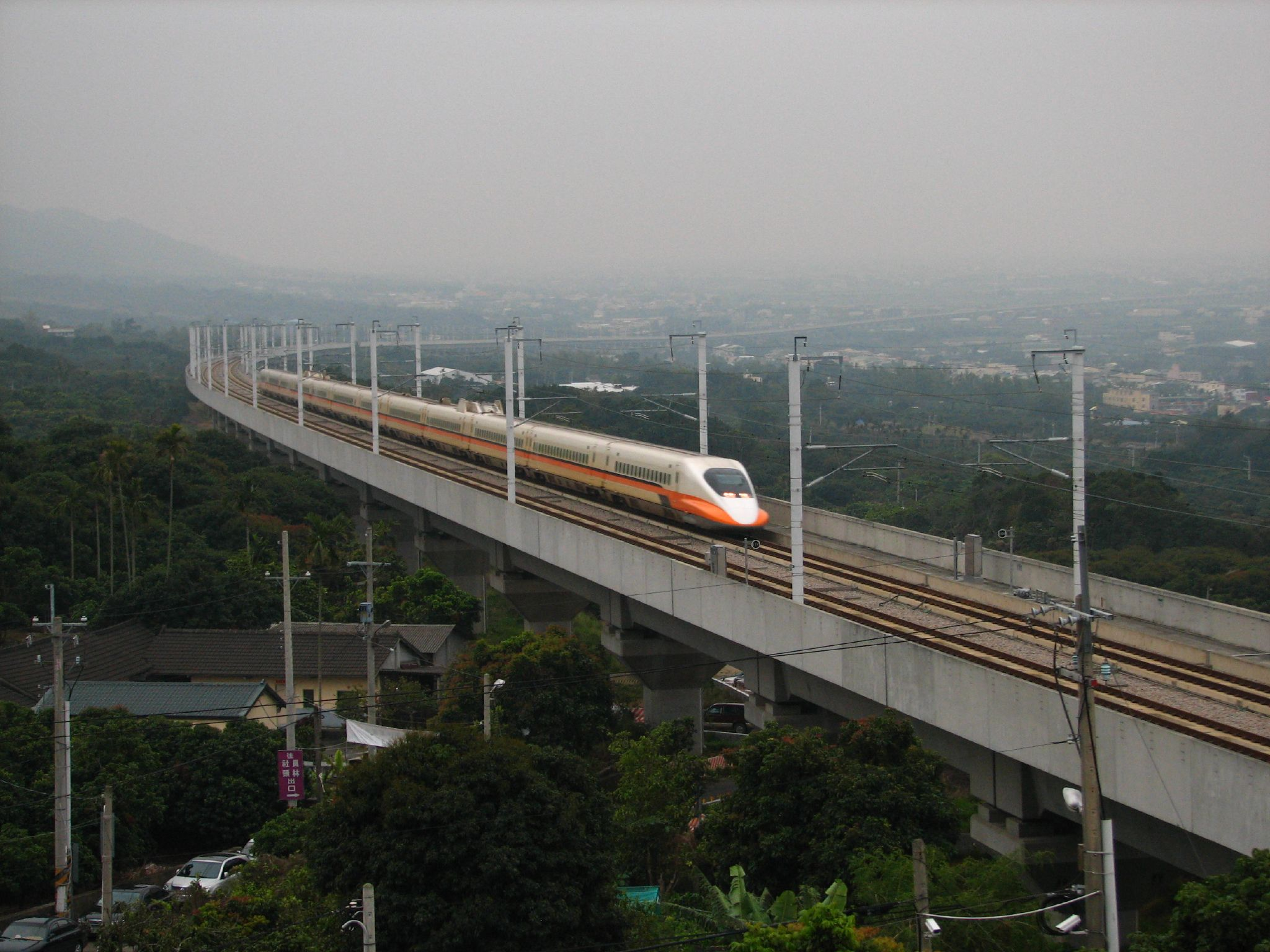
台湾高速鉄道

台湾高速鉄路公司（たいわんこうそくてつろこうし、中国語：台灣高速鐵路股份有限公司、ピン音：Tāiwān Gāosùtiělù Gǔfènyǒuxiàngōngsī、略称：台湾高鐵公司）は、台湾で運輸業を営む企業である。高速鉄道（台湾高速鉄道）の経営を主な業務としているが、その他に高速鉄道の駅と市街を連絡するバス輸送も経営している。

## 歴史
台湾高速鉄路公司の前身は大陸工程会社、富邦グループ、東元グループ、太電グループ、エバーグリーン・グループが台湾の高速鉄道経営権を競う為に作った「台湾高鉄連盟（中国語: 台灣高鐵聯盟）」である。1998年に中華民国政府より台湾高速鉄道建設計画を手中にした。特許営業期間は70年である。
2016年10月27日に台湾証券取引所で株式上場公開、翌年2017年6月19日にTaiwan TOP50銘柄入り。

## 董事会
- 董事長：鄭光遠（財団法人中華航空事業発展基金会代表人）
- 董事
  - 黃茂雄（東元電機公司　代表人）
  - 吳薏菱（台北富邦商業銀行公司　代表人）
  - 吳明昌（台湾糖業公司　代表人）
  - 黃建智（中國鋼鉄公司　代表人）
  - 高仙桂（行政院国家発展基金管理会　代表人）
  - 吳東凌（交通部　代表人）
  - 楊正君（交通部　代表人）
  - 謝委呈（財団法人中華航空事業発展基金会代表人）
  - 洪玉芬（財団法人中華航空事業発展基金会代表人）
- 獨立董事
  - 邱晃泉
  - 蔡堆
  - 石百達
  - 賴永成
  - 王明德

※台湾の会社では、法人が取締役（董事）に成ることができる。法人が取締役になる場合は常任の代表人を定める。

## 歴代代表者

### 董事長
1. 殷　琪：1998年5月11日—2009年9月22日
2. 欧晋徳：2009年9月22日—2014年3月5日[11][12]
3. 范志強：2014年3月14日—2015年1月16日[5][6][7][13]
4. 劉維琪：2015年2月16日—2016年10月17日
5. 江耀宗：2015年10月18日—2025年01月09日
6. 鄭光遠：2025年02月20日—

### 執行長
1. 欧晋徳：2006年11月—2014年3月13日[5][6][7][14]
2. 鄭光遠：2014年3月14日－ [5][6][7]

## バス事業

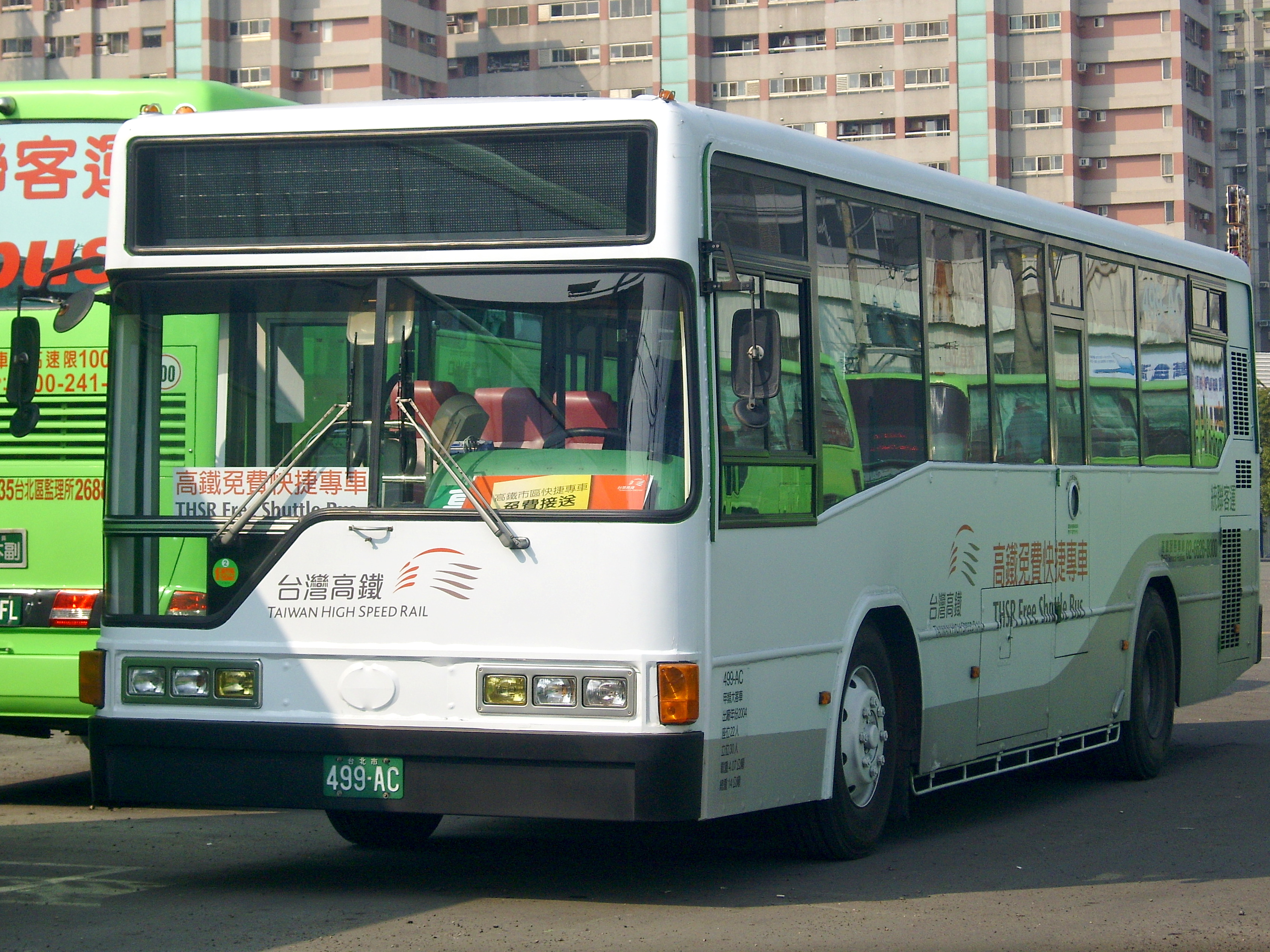
統聯客運の運行する台湾高鉄公司連絡バス

台湾高鉄の駅は台北と板橋を除いて市街から離れており、開業当初は連絡手段も整備されていなかった。連絡の為に無料の連絡バス（高鉄快捷専車）を運行する事になった。2007年11月15日に台中と左営で2ヶ月間サービスを開始した。好評であったので継続とし、2008年1月25日には桃園、新竹、嘉義、台南でも開始した。嘉義は嘉義BRT（公車捷運）との共同運営であった。2008年4月17日高雄捷運紅線の開通により左営は廃止された。2008年5月31日嘉義は無料期間が終了した。2009年3月31日をもって全て無料の運行を止めて、4月1日より「高鉄快捷公車」と名称を変えて。高鉄を利用しない旅客からは該当区間の運賃を徴収する事となった。嘉義駅も復活し、更に新たに5路線を増やして全部で5駅10本とした。2016年現在、桃園、新竹、苗栗、台中、彰化、雲林、嘉義、台南の高速鉄道駅と市街の間を15～35分間隔で運行されている。バスの運行や車両は地元のバス会社が受け持っているが、バスの外観は白色の専用色で統一されている。